# Baierbach (Odenbach)
Der Baierbach ist ein knapp einen Kilometer langer rechter Zufluss des Odenbaches im
rheinland-pfälzischen Landkreis Kaiserslautern auf dem Gebiet der zur Verbandsgemeinde Otterbach-Otterberg gehörenden Ortsgemeinde Schallodenbach.

## Verlauf
Der Baierbach entspringt im Naturraum Lichtenberg-Höhenrücken des Nordpfälzer Berglandes gut einen halben Kilometer nördlich von Schallodenbach auf einer Höhe von 362 m ü. NHN in einer landwirtschaftlich genutzten Zone am südlichen Fuße des Elkenknopfes (426,8 m) und am südwestlichen Fuße der Anhöhe Galgen (444 m).
Der Bach fließt zunächst knapp 300 Meter südsüdostwärts durch Felder und wechselt dann in der gleichnamigen Flur seinen Lauf nach Süden. Dort liegt auf seiner linken Seite eine unter Naturschutz stehende brach liegende Feuchtwiese mit einem verlandenden Tümpel.
Er läuft nun knapp 200 Meter durch intensiv genutztes Grünland, verschwindet nördlich des Schallodenbacher Sportplatzes am Nordosthang des Schloßhübels (331 m) und westlich einer steilen mit dichtem Gebüsch bewachsenen Felswand verrohrt in den Untergrund, um dann etwa 200 Meter weiter südöstlich einer Mehrzweckhalle wieder an der Oberfläche zu treten. Der Baierbach fließt danach, begleitet von der von Häusern gesäumten Felsstraße, etwa 150 Meter südostwärts durch eine mit Büschen und Bäumen stark bewachsene Grünzone. Er unterquert nun die Kreisstraße 31 und passiert dann südwärts den Nordwestzipfel des Dorfes.
Danach zieht er gut 150 Meter südsüdwestwärts durch einen Grünstreifen in einem Abstand von etwa nur 10 Metern am Westrand des Dorfkernes entlang und mündet schließlich auf einer Höhe von 301 m westlich von Schallodenbach unweit der Ecke Johannisstraße/Kleine Gasse von rechts in den aus dem Osten kommenden Odenbach.
Der Baierbach mündet nach etwa 0,9 km langem Lauf mit mittlerem Sohlgefälle von etwa 67 ‰ rund 61 Höhenmeter unterhalb seiner Quelle.